# Жђислав Хофман
Жђислав Хофман (пољ. Zdzisław Hoffmann; Свебоздин, 27. август 1959) био је пољски атлетичар, чија је специјалност био троскок. Најпознатији је као првобитни званични светски првак, што је постао освајањем златне медаље на првом по реду Светском првенству 1983. у Хелсинкију, због чега је именован за спортисту године у Пољској на крају те године.
Прва већа такмичења на којима је учествовао била су Европско првенство 1980, где је завршио као 12. и Олимпијске игре 1980. на којим није прошао квалификације.
Завршио је ка 12. на Светском првенству 1987. и осми на Европском првенству 1988.. Био је првак Пољске 1981, 1983, 1984 и 1989. на отвореном и 1980, 1983, 1984, 1987 и 1988 у дворани.
Његов син Карол Хофман је такође троскокаш.

## Лични рекорди
Троскок
- 17,53 — јун 1985. Мадрид[9], који је и акуелни рекорд Пољске

Скок удаљ
- 8,09 — мај 1983. Варшава[10]